# Tristan de Nanteuil

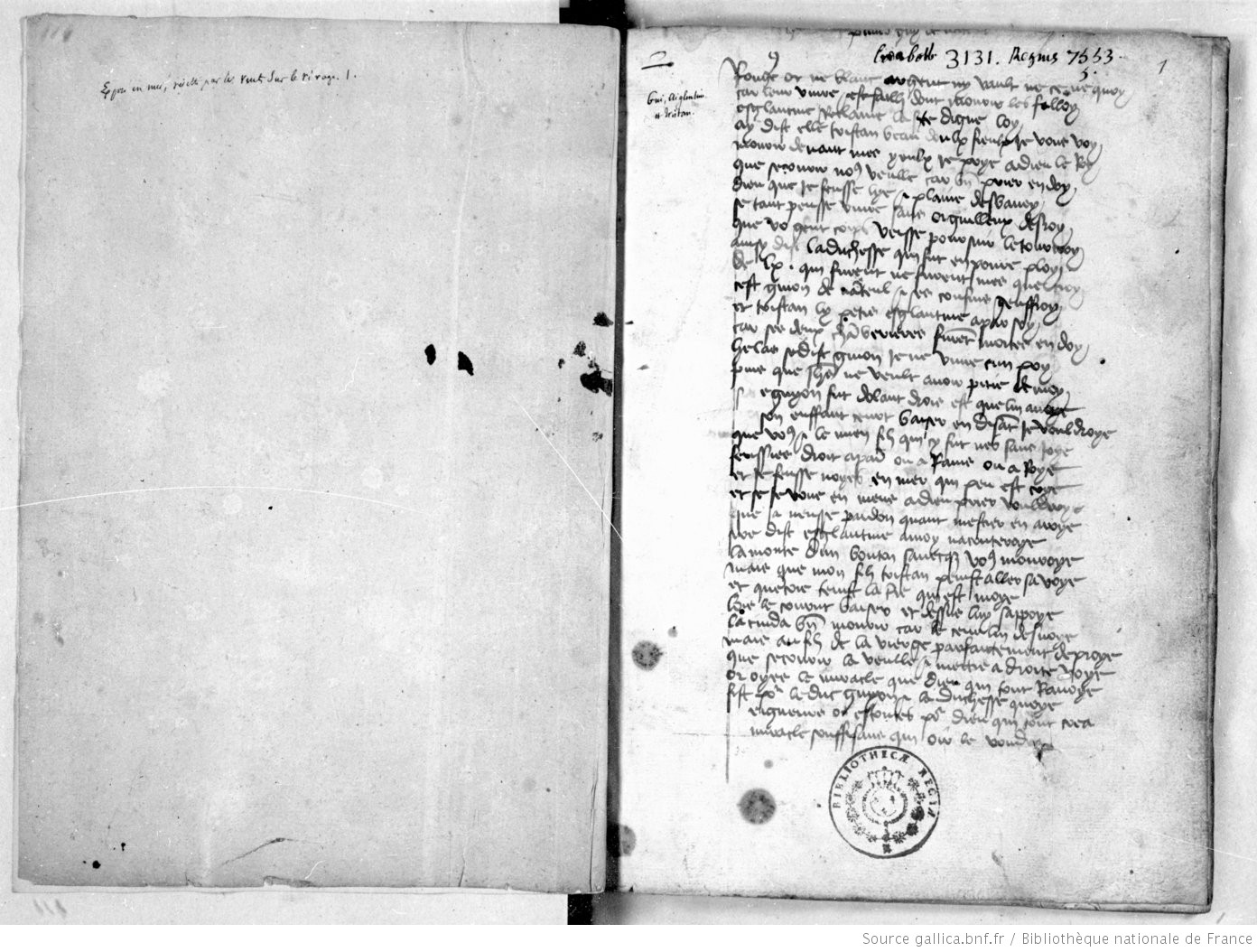
Incipit de Tristan de Nanteuil.

Tristan de Nanteuil est une chanson de geste anonyme en vers dodécasyllabes, écrite au début du XIVe siècle. Son contenu la rattache à la geste de Nanteuil, à son tour une branche du cycle de Doon de Mayence.